# Ausserstreitgesetz
Das Ausserstreitgesetz ist ein liechtensteinisches Gesetz. Es wurde auf Grundlage des österreichischen Außerstreitgesetz in Liechtenstein rezipiert und am 1. Januar 2011 in Kraft gesetzt. Das liechtensteinische Ausserstreitgesetz enthält besondere Vorschriften für das Außerstreitverfahren (Verfahren außer Streitsachen). Es ist neben der liechtensteinischen Zivilprozessordnung (ZPO) (ebenfalls aus Österreich rezipiert) und der liechtensteinischen Jurisdiktionsnorm (aus Österreich mit der ZPO rezipiert) die wichtigste Rechtsquelle im liechtensteinischen Zivilverfahrensrecht.
Das Ausserstreitgesetz wurde weitgehend (jedoch mit etwas veränderter Zählung und anstelle von Paragraphen mit der Bezeichnung Artikel) im Fürstentum Liechtenstein übernommen.
Mit dem Inkrafttreten des Ausserstreitgesetzes wurde das Rechtsfürsorgegesetz (Gesetz vom 21. April 1922 betreffend das Rechtsfürsorgeverfahren, LGBl. 19/1922) ersetzt (gemäß Art 190 lit. a AussStrG).

## Gliederung
- I. Hauptstück: Allgemeine Bestimmungen
  - A. Abschnitt: Anwendungsbereich und Parteien (Art 1 bis 7)
  - B. Abschnitt: Verfahren (Art 8 bis 35)
  - C. Abschnitt: Beschlüsse (Art 36 bis 44)
  - D. Abschnitt: Rekurs (Art 45 bis 61)
  - E. Abschnitt: Revisionsrekurs (Art 62 bis 71)
  - F. Abschnitt: Abänderungsantrag (Art 72 bis 77)
  - G. Abschnitt: Kostenersatz (Art 78)
  - H. Abschnitt: Durchsetzung von Entscheidungen (Art 79 bis 80)
- II. Hauptstück: Verfahren in Ehe-, Kindschafts- und Sachwalterschaftsangelegenheiten
  - A. Abschnitt: Abstammung (Art 81 bis 85)
  - B. Abschnitt: Annahme an Kindes statt (Art 86 bis 91)
  - C. Abschnitt: Anerkennung ausländischer Entscheidungen über die Annahme an Kindes statt (Art 91a bis 91d)

- - D. Abschnitt: Legitimation durch den Landesfürsten (Art 92)
  - E. Abschnitt: Eheangelegenheiten (Art 93 bis 96)
  - F. Abschnitt: Anerkennung ausländischer Entscheidungen über den Bestand einer Ehe (Art 97 bis 100)
  - G. Abschnitt: Unterhalt zwischen in gerader Linie verwandten Personen (Art 101 bis 103)
  - H. Abschnitt: Regelung der Obsorge und des persönlichen Verkehrs zwischen Eltern und minderjährigen Kindern (Art 104 bis 111)
  - I. Abschnitt: Vollstreckbarerklärung ausländischer gerichtlicher Entscheidungen über die Regelung der Obsorge und das Recht auf persönlichen Verkehr (Art 112 bis 116)
  - K. Abschnitt: Verfahren über die Sachwalterschaft für behinderte Personen (Art 117 bis 131)
  - L. Abschnitt: Vermögensrechte Pflegebefohlener (Art 132 bis 139)
  - M. Abschnitt: Sonstige Bestimmungen (Art 140 bis 142)
- III. Hauptstück: Verlassenschaftsverfahren
  - A. Abschnitt: Vorverfahren (Art 143 bis 155)
  - B. Abschnitt: Verlassenschaftsabhandlung (Art 156 bis 181)
  - C. Abschnitt: Verfahren außerhalb der Abhandlung (Art 182 bis 185)
- IV. Hauptstück: Beurkundungen (Art 186)
- V. Hauptstück: Übergangs- und Schlussbestimmungen (Art 187 bis 191)